# Jörg Asmussen

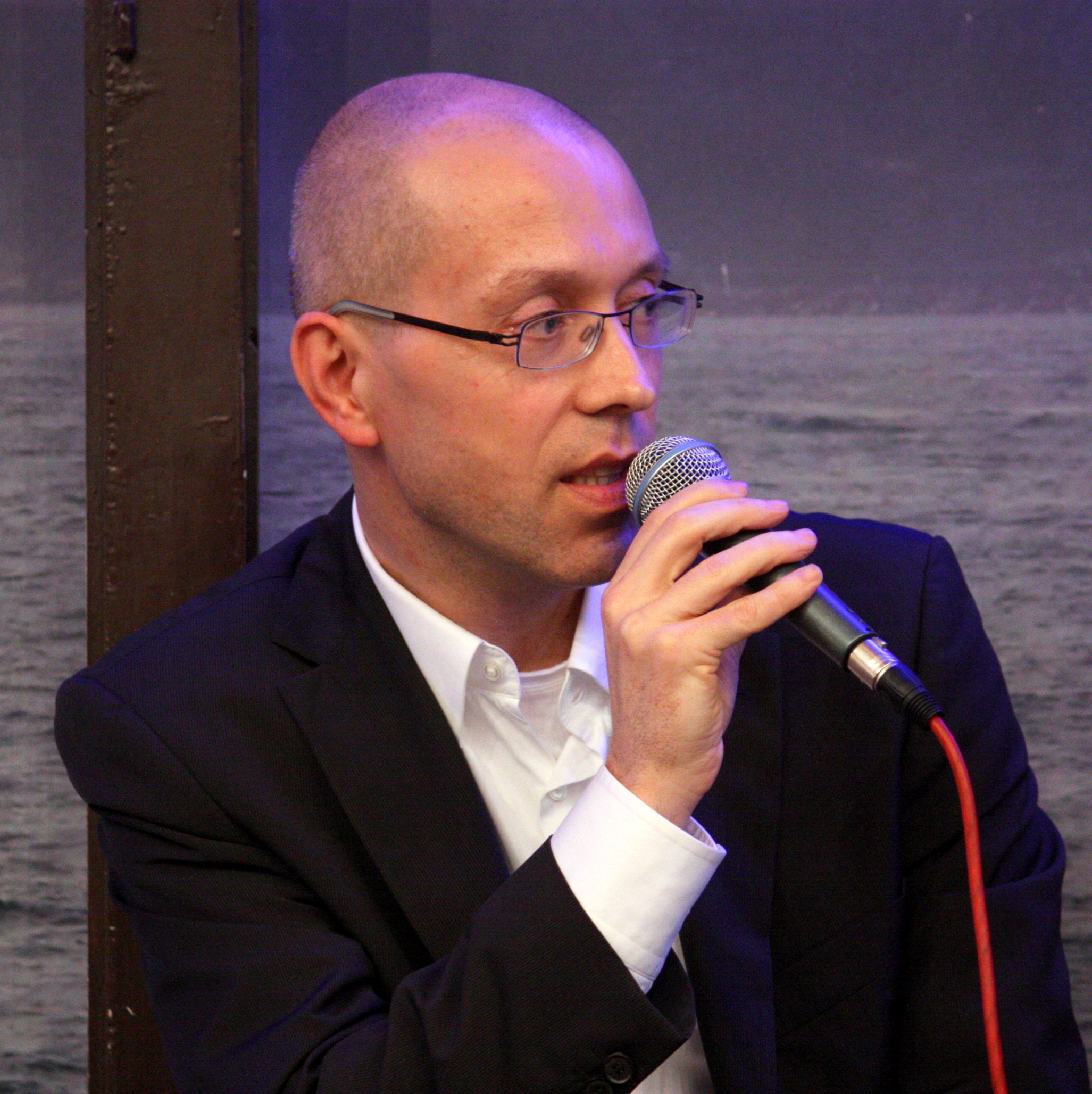
Asmussen in 2012

Jörg Asmussen (geboren 1966) is een Duits econoom, SPD-politicus en directeur van de Europese Centrale Bank.
Hij studeerde aan de prestigieuze Milaanse Bocconi-universiteit. Hij is lid van de Sozialdemokratische Partei Deutschlands en was van 2008 tot 2011 ambtelijk staatssecretaris op het Duitse ministerie van Financiën. Hij werd in 2011 voorgedragen als directeur van de Europese Centrale Bank als opvolger van de vroegtijdig afgetreden Jürgen Stark. De Europese top van 23 oktober 2011 keurde zijn aanstelling goed.
In december 2013 werd hij in het derde kabinet Merkel aangesteld tot staatssecretaris van het Bundesministerium für Arbeit und Soziales (de Duitse tegenhanger van het ministerie van Sociale Zaken en Werkgelegenheid). Zijn beoogde opvolger is Sabine Lautenschläger.
- Gemeinsame Normdatei: 171419391
- Virtual International Authority File: 217427570
- WorldCat: E39PBJxhpjmF4K9T48CGv983cP